# エディ・ヴェダー
エディ・ヴェダー（英: Eddie Vedder, 1964年12月23日 - ）は、アメリカのミュージシャン。オルタナティヴ・ロック・バンド、パール・ジャムのボーカル。

## 概要
ヴェダーの力強いボーカルはオルタナティヴ・ロックの象徴として広く認識されていて、ローリング・ストーン誌の史上最も偉大なリード・シンガー100人で7位にランクインしている。ヴェダーはサウンドトラックの制作や、他のアーティストのアルバム参加も行っている。2007年、最初のソロ・アルバムとして映画『イントゥ・ザ・ワイルド』のサウンドトラックを発売した。2枚目のソロ・アルバム『ウクレレ・ソングス』は、2011年5月31日にライヴDVD『Water on the Road』と一緒に発売された。

## デビュー前
イリノイ州のシカゴの郊外であるエバンストンにエドワード・ルイス・セバーソン3世という名で誕生。まだ1歳のときである1965年に両親が離婚。まもなく母親はミューラーという名の弁護士と再婚したため、ヴェダーはミューラーのことを実父だと思って育っていった。ヴェダーの名はエドワード・ミューラーとなった。ミューラー家がエバンストンに住んでいる間は、7人の子供たちを養育していた。
1970年代中頃に、ヴェダーと3人の弟を含めた家族はカリフォルニア州のサンディエゴ郡へ引っ越した。そして、ヴェダーの12歳の誕生日のときに、母からギターをプレゼントされ、サーフィンとともに音楽に興味をもつようになった。ヴェダーが特に慰められたものは、1973年のザ・フーのアルバム『四重人格』だった。ヴェダーは次のように語っている「僕がまだ15、16歳だった時、自分は一人ぼっちだと感じてたんだ。僕は音楽以外は全て孤独だったよ。」ヴェダーが10代後半だったとき、母とミューラーは離婚した。そのため、母と兄弟はシカゴ方面へ帰ったが、ヴェダーは通っていた高校を転校する必要がないよう、継父とカリフォルニアに残った。
両親の離婚後、ヴェダーは叔父からミューラーが継父であることを初めて教えられた。ヴェダーは子供のころ実父のセバーソンと会ったことはあるが、セバーソンのことを単なる両親の友人だと思っていた。ヴェダーが真実を知ったころには、セバーソンは多発性硬化症で亡くなっていた。ヴェダーは高校の最終学年までには一人暮らしをしてアパートに住んでいて、エンシニータスのドラッグストアで働いていた。結局、学校と仕事の両立ができず、最終学年で高校を中退した。そしてシカゴにいる家族の元に戻り、エディ・ヴェダーに名前を変えた。ヴェダーは母親の旧姓である。
1980年代前半、ヴェダーはウェイターとして働きながらGEDを得て、シカゴ近郊の短大へ通った。1984年にヴェダーはガールフレンドのベス・リーブリングとともにカリフォルニア州のサンディエゴ郡へ戻った。そして、ラホヤのラ・バレンシア・ホテルの警備員など様々な仕事をしながらデモテープを録音する、忙しい日々を送った。
ヴェダーはサーフやデストロイ、ザ・バッツなどサンディエゴの複数のバンドに参加していた。それらのバンドの1つであるインディアン・スタイルには、後にレイジ・アゲインスト・ザ・マシーンやオーディオスレイヴのドラマーとなるブラッド・ウィルクが所属していた。1988年、ヴェダーはサンディエゴのプログレッシブ・ファンクロックバンドであるバッド・ラジオにボーカルとして参加した。バンドは最初はデュラン・デュランに影響を受けた音楽だったが、ヴェダーが参加した後はレッド・ホット・チリ・ペッパーズのようなオルタナティヴ・ロックの音に変わっていった。

## テンプル・オブ・ザ・ドッグ
1990年にヴェダーはバッド・ラジオから脱退した後はバンドに所属せず、ガソリンスタンドで働いていた。そして、レッド・ホット・チリ・ペッパーズのドラマーだったジャック・アイアンズに会いにいき、ともにバスケットボールをする間柄となった。1990年の後半にアイアンズは、ボーカルをさがしているシアトルのバンドのデモテープをヴェダーへ渡した。ヴェダーはサーフィンをしに行く前にテープを聞き、後に「Momma-Son」と呼ばれる 3部作の詞を書いた。それは青年の物語で、父親だと思っていた人は父親ではなく、本当の父親はすでに死んでいて、連続殺人犯になり、収監されて結局死刑を宣告される内容である。ヴェダーは3曲のボーカルを録音し、シアトルにデモテープを送った。その3曲とは、後のパール・ジャムの「Alive」、「Once」、「Footsteps」である。
ヴェダーのテープを聞いたマザー・ラヴ・ボーンのメンバーであるストーン・ゴッサードとジェフ・アメンは、自分たちの新しいバンドのオーディションを受けるよう、ヴェダーにシアトルへ来るように誘った。そして、ヴェダーの独特が発する音楽にすぐに感動した。その頃、ゴッサードとアメンは、テンプル・オブ・ザ・ドッグに参加していた。テンプル・オブ・ザ・ドッグとは、わずか24歳でヘロイン中毒で死んだマザー・ラヴ・ボーンのフロントマンのアンドリュー・ウッドを追悼するために、サウンドガーデンのクリス・コーネルが結成したプロジェクトである。プロジェクトには、サウンドガーデンのドラマーのマット・キャメロンと新人のマイク・マクレディも参加していた。「Hunger Strike」という曲では、コーネルとヴェダーがデュエットした。コーネルはヴェダーにあわせて歌うのに苦労し、後にこのように語っている。「彼が曲の半分を歌ったんだけど、必ずしも俺が想像した方法と違う形で歌ってたね。」ヴェダーは他の曲でも同様にバック・ボーカルを歌っている。1991年4月、A&Mレコードからアルバム『Temple of the Dog』を発表した。

## パール・ジャム
パール・ジャムは1990年にアメントとゴッサード、マクレディで結成し、ヴェダーとドラマーのデイヴ・クルーセンが加わった。バンドは元々ムーキー・ブレイロックという名前だったが、1991年にエピック・レコードと契約した際にパール・ジャムへ改名させられた。アルバム『Ten』が完成した1991年5月に、クルーセンはバンドを脱退した。クルーセンの代わりに加入したのは、エディ・ブリケル&ニュー・ボヘミアンズで活動していたマット・チェンバレンだった。少しのショーで演奏したのみで（そのうちの1つは「Alive」のビデオで使用された）、チェンバレンはサタデー・ナイト・ライブ・バンドに加わるためにバンドを脱退した。チェンバレンが後任に推薦したのはデイヴ・アブラジーズで、アブラジーズはパール・ジャムに加入してアルバム『Ten』をサポートするライヴショーで演奏した。
『Ten』はバンドをメインストリームに押し上げ、1990年代に最も売れたアルバムの1枚となった。バンドは、シアトルの音楽界とグランジと呼ばれるジャンルを代表するものとして、突然大きな注目をあびることになった。シングル「Jeremy」は、1993年のグラミー賞で最優秀ロック楽曲賞と最優秀ハードロック・パフォーマンス賞にノミネートされた。パール・ジャムはMTVビデオ・ミュージック・アワードで最優秀ビデオ賞や最優秀グループビデオ賞など4つの賞を獲得した。『Ten』はローリング・ストーン誌の史上最も偉大なアルバム500で207位に入り、「Jeremy」はVH1の最も偉大な100曲で11位を記録した。
厳しいスケジュールでツアーを行った後、1993年に2枚目のスタジオ・アルバム『Vs.』を録音するためにスタジオに入った。『Vs.』は発売されると、初週売上の歴代最多となる新記録をつくり、ビルボード・ホット200で5週1位を記録した。『Vs.』は1995年のグラミー賞で最優秀ロック・アルバムにノミネートされた。『Vs.』に収録されている曲「Daughter」はグラミー賞最優秀ロック・パフォーマンス賞デュオ/グループ部門にノミネートされ、同じく収録されている曲「Go」はグラミー賞最優秀ハードロック・パフォーマンス賞にノミネートされた。
パール・ジャムの成功はヴェダーにプレッシャーとして重くのしかかり、バンドはミュージック・ビデオの制作を拒否するなどアルバムの宣伝に今までより力をいれない方向へ転換した。ヴェダーは名声から苦悩していた。1994年にバンドはチケットマスターに対してボイコットを発表し、3年間アメリカ合衆国内でツアーを行わなかった。1990年代中頃、ヴェダーは「激しいストーカー問題」に向き合った。ヴェダーはアルバム『ノー・コード』の収録曲「Lukin」でこの問題について語っている。
同じ年、バンドは3枚目のスタジオ・アルバム『バイタロジー』を発表し、そのアルバムは3作連続となるマルチ・プラチナ・ディスクを記録した。『バイタロジー』に収録されている多くの曲は、名声のプレッシャーに苦悩するヴェダーの心境を歌っているようにみえる。このアルバムは1996年のグラミー賞で最優秀アルバム賞と最優秀ロック・アルバム賞にノミネートされた。『バイタロジー』はローリング・ストーン誌の史上最も偉大なアルバム500で492位に入った。リード・シングルとなる「黒き輪を回せ」は、1996年のグラミー賞で最優秀ハードロック・パフォーマンス賞を獲得した。ドラマーのアブラジーズはアルバム『バイタロジー』でも演奏していたが、アルバムが発売される4ヶ月前である1994年8月にバンドから解雇された。バンドは解雇理由に、アブラジーズと他のメンバーの間での例えばチケットマスター・ボイコットなどの政治的意見の食い違いをあげた。アブラジーズの代わりに加入したのは、ヴェダーの親友で元レッド・ホット・チリ・ペッパーズのドラマーであるジャック・アイアンズだった。
パール・ジャムが最初に成功したころについてヴェダーは述べている。「僕らは自分自身の経歴書を書くような驕りをもった…そして、その説明は基本的には音楽を制作するという1つの方針に落とした。」バンドはその後、1996年にアルバム『ノー・コード』 を、1998年にアルバム『イールド』を発表した。1998年のイールド・ツアーの前に、アイアンズはツアーに対しての不満のためバンドを脱退した。パール・ジャムは、元サウンドガーデンのドラマーであるマーク・キャメロンに、アイアンズの後任として協力するよう要請し、すぐにキャメロンはバンドに加入した。『イールド』に収録されている「Do the Evolution」は、グラミー賞最優秀ハードロック・パフォーマンス賞にノミネートされた。1998年にパール・ジャムは、J・フランク・ウィルソン&キャヴァリアーズの1960年代のバラード「ラスト・キス」 のカバーを録音し、ファン・クラブのために同年のクリスマス・シングルとして発表した。その後、そのシングルは需要が高まり、1999年に一般にシングルとして発売された。すると「ラスト・キス」は、ビルボード・チャートでバンド最高となる2位を記録するシングルとなった。
2000年、バンドは6枚目となるスタジオ・アルバム『バイノーラル 』を発表し、海賊版対策に『official bootlegs』シリーズを発売し始めた。バンドは2000年と2001年で72枚のライヴ・アルバムを発売したため、ビルボード200のチャートを大量に占めることになった。『バイノーラル』に収録されている「Grievance」は、グラミー賞最優秀ハードロック・パフォーマンス賞を獲得した。バンドは7枚目のスタジオ・アルバム『ライオット・アクト』を2002年に発表した。パール・ジャムは、2003年の映画『ビッグ・フィッシュ』の曲「Man of the Hour」を歌い、それは2004年のゴールデングローブ賞にノミネートされた。バンドの8枚目のスタジオ・アルバムは、セルフタイトルの『パール・ジャム』で、2006年に発表された。2009年には9枚目のスタジオ・アルバム『バックスペイサー』を発表した。
パール・ジャムのレコードでは、ヴェダーはデザインやアートワークなどの音楽活動以外のときの別名としてジェルーム・ターナーという名前を使っている。また、ウェズ・C・アドルという別名も時々使うことがある。

## 他の音楽プロジェクト

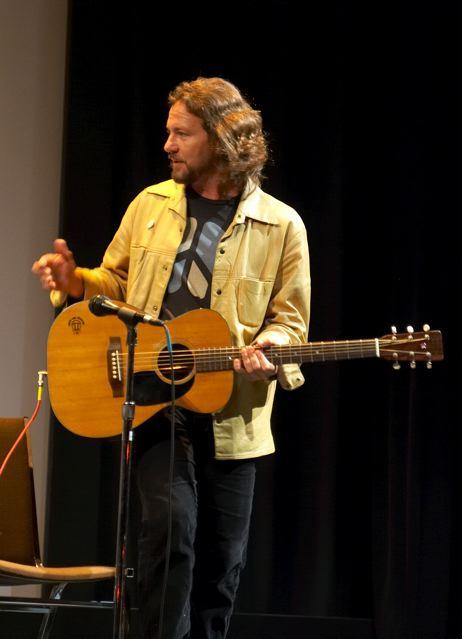
2007年のトロント国際映画祭で演奏するエディ・ヴェダー

### サウンドトラック
ヴェダーはソロ活動で、『デッドマン・ウォーキング』（1995年）や『アイ・アム・サム』（2001年）、『A Brokedown Melody』（2004年）、『Body of War』（2007年）、『再会の街で』（2007年）などの映画のサウンドトラックに参加した。ヴェダーは『デッドマン・ウォーキング』のサウンドトラックのため、パキスタンのミュージシャンであるヌスラト・ファテー・アリー・ハーンと共演した。『アイ・アム・サム』のサウンドトラックではビートルズの「悲しみはぶっとばせ」のカバーを披露し、ティム・バートン監督の『ビッグ・フィッシュ』（2003年）のサウンドトラックでは「Man Of The Hour」をかいてパール・ジャムとして録音した。ヴェダーは2007年のドキュメンタリー『Body of War』のために「No More」（イラク戦争についての歌）と「Long Nights」の2曲をかいている。ヴェダーはスーパーグループのザ・ミリオン・ダラー・バッシャーズ（ソニック・ユースやウィルコ、ボブ・ディラン・バンドのメンバーが結成するバンド）と、2007年の映画『アイム・ノット・ゼア』のためにディランのカバー「見張塔からずっと」を演奏している。パール・ジャムはザ・フーの「Love, Reign o'er Me」を映画『再会の街で』のためにカバーした。2010年には映画『食べて、祈って、恋をして』のサウンドトラックに、ヴェダーは新曲「Better Days」を提供している。

### 『イントゥ・ザ・ワイルド』
ヴェダーは2007年の映画『イントゥ・ザ・ワイルド』(Into the Wild) のサウンドトラックを制作した。サウンドトラックは2007年9月18日に発売された。アルバムにはインディオのカバー「Hard Sun」やジェリー・ヘナンのカバー「Society」も収録された。ヴェダーは物語に沿った曲を書く必要があり、次のように言っている。「少しの選択の余地はあったが、物語はすでにあり、場面も決まっていた。」この映画のために書いたヴェダーの曲は、フォーク・サウンドを特徴としている。オールミュージックのトム・ユーレクは、このサウンドトラックのことを「ルーツであるロックンロールがたまに姿をあらわすフォークソング群」と評した。ヴェダーは2008年のゴールデングローブ賞を『イントゥ・ザ・ワイルド』の収録曲「Guaranteed」で獲得した。また、映画の作曲賞でもヴェダーはゴールデングローブ賞にノミネートされた。2008年のグラミー賞でも「Guaranteed」は最優秀映画・テレビ他映像作品楽曲賞にノミネートされた。また、「Guaranteed」は2008年のワールド・サウンドトラック・アワードで最優秀主題歌賞にノミネートされた。2009年のグラミー賞では、「Rise」が最優秀ロック・ボーカル・パフォーマンス賞ソロ部門にノミネートされた。
ヴェダーは『イントゥ・ザ・ワイルド』サウンドトラックの宣伝のために、初めてのソロ・ツアーを2008年4月から始めた。「エイプリルフール・ツアー」と呼ばれる4月のツアーは、4月2日にカナダのバンクーバーから始まり、アメリカ合衆国西海岸を中心にで10日間行った。ヴェダーは続けて2回目のツアーを2008年8月にアメリカ合衆国東海岸とカナダで14日間行った。2回目のツアーはボストンで始まりシカゴで終わった。2009年6月には、ニューヨークからハワイまで14日間ソロ・ツアーを行った。

### 『ウクレレ・ソングス』
ヴェダーは『ウクレレ・ソングス』(Ukulele Songs) と題した2枚目のソロ・アルバムを2011年5月31日に発表した。アルバムにはオリジナル曲とカバー曲をウクレレで演奏したものが収録されている。このアルバムからの1stシングルは「Longing to Belong」で、5月21日にダウンロードのみで発売された。また、ヴェダーのワシントンD.C.でのソロ・ツアーのライヴを録画したDVD『Water on the Read』が、『ウクレレ・ソングス』と同じ日に発売された。

### コラボレーション
ヴェダーはパール・ジャムやテンプル・オブ・ザ・ドッグでの活動の他にも、多数の有名アーティストと共演している。ザ・フーやラモーンズ、ニール・ヤング、R.E.M.、ニール・フィン、バッド・レリジョン、マーク・シーモア、キャット・パワー、マイク・ワット、ファストバックス、ウェルウオーター・コンスピラシー、ジャック・アイアンズ、ジョン・ドウのアルバムに参加したり、ザ・ストロークスやヌスラト・ファテー・アリー・ハーン、スーパーサッカーズ、スーザン・サランドン、ジークと一緒に録音した。2006年6月から7月の間、トム・ペティ&ザ・ハートブレイカーズとライヴで共演し、「The Waiting」でリードボーカルを務めたり「American Girl」でバックボーカルを歌ったりした。ヴェダーは1993年のロックの殿堂の式典でドアーズの元メンバーたちと「ブレイク・オン・スルー」や「ハートに火をつけて」、「Roadhouse Blues」を歌った。2007年のロックの殿堂の式典では、R.E.M.と共演した。2010年のロックの殿堂の式典では、ザ・ストゥージズと共演している。1996年8月6日にハリウッドで行われたラモーンズのラスト・ショーでは、ヴェダーはゲストとして登場した。ヴェダーはピート・タウンゼントやポール・マッカートニー、ローリング・ストーンズ、U2、ブルース・スプリングスティーン、ロバート・プラント、フリー、ブライアン・アダムス、ベン・ハーパー、ジャック・ジョンソン、ロジャー・ダルトリー、キングス・オブ・レオン、デイヴ・グロール、ペリー・ファレル、ベック、シェリル・クロウ、ジェリー・カントレル、アンドリュー・ストックデイル、ジョシュ・オム、マイク・ネス、ニール・ヤング、ガイデッド・バイ・ヴォイシズ、エース・フレーリー、デイヴ・マシューズ、ナタリー・メインズ、ティム・ロビンス、ジョニー・デップ、グレン・ハンサードといった音楽界や映画界の大物たちとライヴで共演している。

## 音楽活動以外
ヴェダーは1992年の映画『シングルス』に、パール・ジャムのメンバーであるジェフ・アメンとストーン・ゴッサードとともにカメオ出演している。ヴェダーは本人役で、主演のマット・ディロンのバックバンドとしてドラムスを演奏した。1996年のグランジのドキュメンタリー『Hype!』でヴェダーはインタビューを受け、2003年のラモーンズのドキュメンタリー『End of the Century: The Story of the Ramones』にも出演している。2007年のコメディ映画『ウォーク・ハード ロックへの階段』で本人役でカメオ出演し、同年のトム・ペティのドキュメンタリー『Runnin' Down a Dream』や2008年の政治ドキュメンタリー『Slacker Uprising』、2009年のハワード・ジンのドキュメンタリー『The People Speak』に出演している。
ヴェダーは左翼、リベラルな政治的意見を持っていることで知られている。ヴェダーは次のように言っている。「死刑囚棟の人々、動物の治療、女性の選択の権利、アメリカでは多くの考え方はキリスト教の原理主義に基づいてる。成長しよう！今は現代社会なんだ！」
1992年にスピン誌は「Reclamation」と題する妊娠中絶に関するヴェダーの意見を記事としてだした。ヴェダーは2000年のアメリカ大統領選ではアメリカ緑の党のラルフ・ネーダーを推し、2004年の大統領選ではジョン・ケリーを支持するためのパール・ジャムのツアーを行った。ヴェダーはローリング・ストーン誌に語っている。「僕は2000年にラルフ・ネーダーを支持したけど、時間がなかった。僕らには新しい政権がなければならない。」2005年にパール・ジャムは初めての南米ツアーを行った際、歓迎したリオデジャネイロの人々に対し、「次に僕らがブラジルに来るときには、アメリカの大統領はジョージ・ブッシュではなくなってて、世の中は生きるために良くなってるだろうね」と語った。ヴェダーは2008年の大統領選ではバラク・オバマを支持した。
ヴェダーの趣味はサーフィンであることから、サーフライダー・ファウンデーションで海辺の環境保護活動に力をいれている。ヴェダーは Earth First! のロゴを右脚にタトゥーとして彫って、環境保護への支持を示している。また、ヴェダーは菜食主義者である。
ヴェダーは、長い間ウェスト・メンフィス3の支援者だった。2007年12月19日のラリー・キングからのインタビューでは、彼らについて「人間の中で最も偉大な友人」と語っている。パール・ジャムの2006年のセルフタイトルのアルバムに収録された曲「Army Reserve」は、ヴェダーと被疑者が共同で詞を書いている。2011年8月19日、ヴェダーはナタリー・メインズとともに彼らが釈放されると裁判所にかけつけ、その後祝賀パーティーを開催した。
2009年にヴェダーは、アメリカ合衆国の歴史家であるハワード・ジンの『民衆のアメリカ史』を元にしたドキュメンタリー映画『The People Speak』に出演した。

## 音楽のスタイルと影響
評論家のジム・デロガティスは、ヴェダーのボーカルを「ジム・モリソンのような声のうなり」と表現している。オールミュージックのグレッグ・プラトは、「力強くて告白調の詩的なスタイルと、ジム・モリソン風のバリトンであるヴェダーは、ロック界で最もコピーされたリードシンガーの1人になった」と言った。ロックの殿堂での授賞式では、これまでドアーズ、ニール・ヤング、ラモーンズ、R.E.M.の4組のプレゼンターを務め、そのスピーチでは、彼ら全員から影響を受けたと語った。他にはブルース・スプリングスティーンやジョン・メレンキャンプ、U2、ザ・フー、ジャクソン5、ビートルズ、フランク・ザッパ、トム・ペティ&ザ・ハートブレイカーズ、エルヴィス・コステロ、トーキング・ヘッズ、ソニック・ユース、フガジ、トム・ウェイツ、ヒューイ・ルイス、ボブ・ディラン、ピクシーズからも影響を受けたと語っている。
ヴェダーによる歌詞は、個人的なもの（『Ten』収録の「Alive」や『バイタロジー』収録の「Better Man」など）から政治的なもの（『Ten』収録の「Even Flow」や『パール・ジャム』収録の「World Wide Suicide」など）まで幅広い。ヴェダーの詞はしばしば物語的で、自由主義や個人主義、困った人々への同情などのテーマが含まれた。他には再出発を暗喩しているようなテーマ（『Vs.』収録の「Rearviewmirror」や『イールド』収録の「MFC」、『バイノーラル』の「Evacuation」、『パール・ジャム』収録の「Gone」など）が多い。
ヴォーカリストとして有名であるが、『Vs.』収録の「Rearviewmirror」や「Elderly Woman Behind the Counter in a Small Town」以降の多くのパール・ジャムの曲でギターを演奏している。バンド結成当初は、ゴッサードとマクレディがそれぞれリズムギターとリードギターを担当していたが、ヴェダーは『バイタロジー』でリズムギターを演奏し始めたときから変わり始めた。2006年にマクレディは、「ギターが3つあれば、より多くの可能性があると思う。2つしかなければ、ストーンが外れてエディがパワーコードを弾き、僕がそれに合わせる」と語っており、ヴェダーのギター・プレイは、シンプルでしっかりしているバンドの前進を助けた。「Rearviewmirror」や『バイタロジー』収録の「Corduroy」で演奏されるヴェダーのギターは、パンクに影響を受けている。バンドの音は多くの影響があるため、ヴェダーはバンドの音楽をキャッチーにしないように努めた。ヴェダーは「多くの人気で、頭がブドウのように鳴りそうだった」と語っている。レコーディングでは、他にもウクレレやハーモニカ、アコーディオン、エレクトリック・シタールを演奏している。2012年には、ヴェダーの黒いフェンダー・テレキャスターは、現代芸術家のカール・ハグランドの絵のモデルになった。
アル・ヤンコビックは、アルバム『Running with Scissors』で「My Baby's in Love with Eddie Vedder」という曲を作った。

### ライヴ・パフォーマンス
コンサートの合間に観客と対話を行う役を担っている。パール・ジャムが結成された頃、ヴェダーとバンドは激しいライヴで有名になった。ヴェダーは、ステージ・ダイビングやクラウド・サーフィンを行う。初期のパール・ジャムは、ヴェダーがステージの照明トレーラーをのぼって屋根からぶら下がることでも知られていた。本人は、「僕らは当時若くて燃えてたけど、そのパフォーマンスをするのは大変だったよ。音楽を演奏してる間は、僕は音楽を演奏してレコードを制作して観客を喜ばせる、まるで荒々しい力のような別の種類のエネルギーが必要さ。そして、間違いなくテストステロンが活気づけられてたからで、初期の頃のパフォーマンスはもう難しいって僕は感じるよ」と回想している。

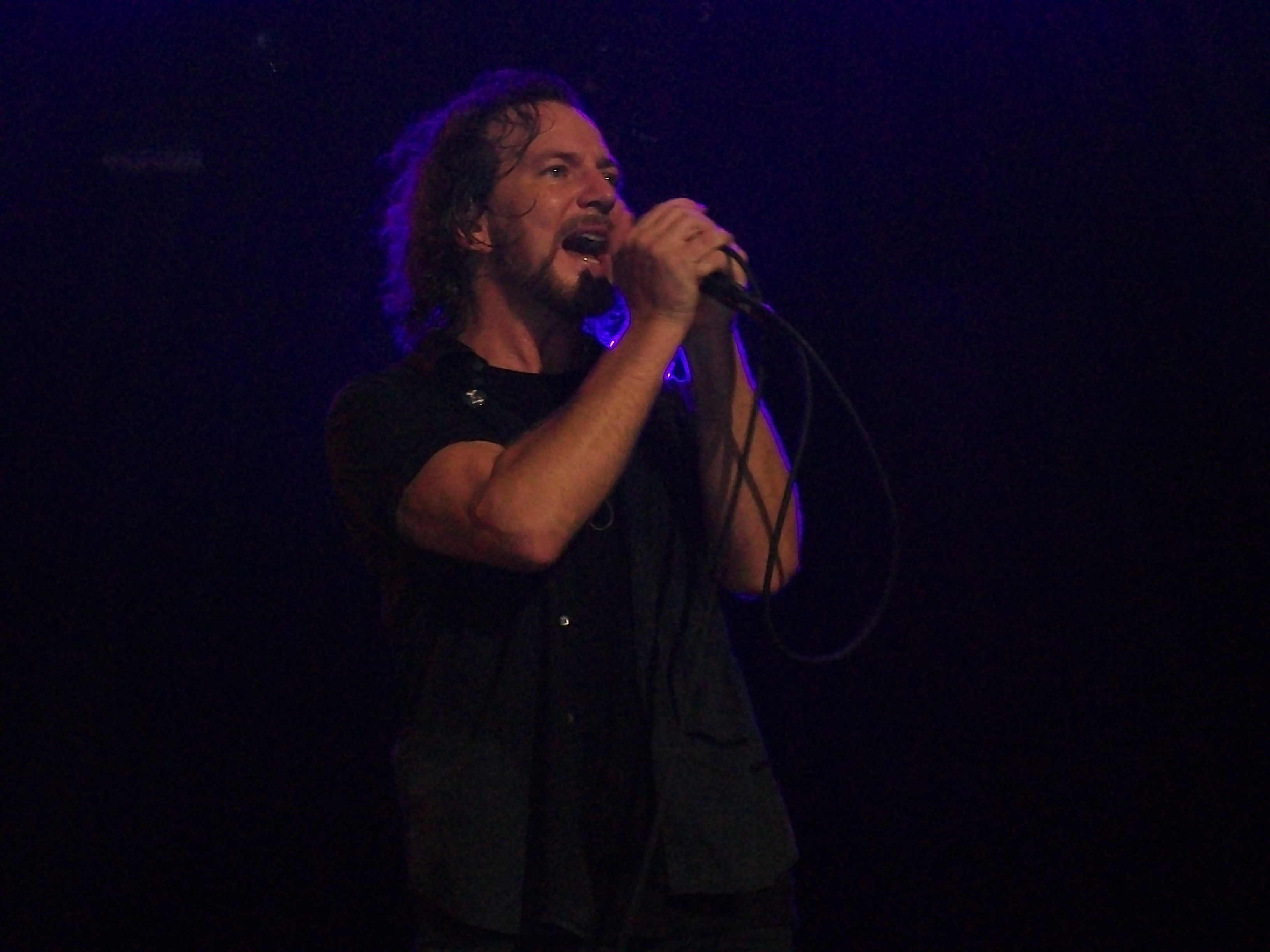
エディ・ヴェダー（2012年7月7日、ストックホルムにて

パール・ジャムの初期に、社会的主張と政治批判を歌詞とパフォーマンスに取り込み始めた。しばしばアメリカの外交政策を批判する内容を、歌の中でコメントしていた。1992年にパール・ジャムがMTVアンプラグドに出演した際、ヴェダーは椅子の上に立ってマーカーペンを取り出し、バンドが「Porch」を演奏したときに腕の下に「PRO-CHOICE」と書いた。パール・ジャムが2007年のロラパルーザでヘッドライナーとして出演した際、ミシガン湖を汚染している石油会社のBPをボイコットする内容の歌を演奏した。

## 機材

### ギターリグ & シグナルフロー
エディ・ヴェダーがパール・ジャムで1997年に使用したギターリグの詳細は公表されている。

## 私生活
ヴェダーの最初の妻は、長年のガールフレンドだったベス・リーブリングだった。夫婦は1994年6月3日にローマで結婚式を行った。ヴェダーは1990年代半ばにリーブリングのバンドであるホバークラフトのドラマーを Jerome230 という芸名で短期間務めたことがある。ヴェダーとリーブリングは6年間の結婚生活を送った後、2000年9月に離婚した。
次にヴェダーは2010年9月18日にモデルのジル・マコーミックと結婚した。夫婦の間には2人の娘が誕生した。
ヴェダーはサンディエゴ郡の出身高校に対し、当時の恩師クレイトン・E・リゲットの名をつけた劇場を建設して2006年に寄贈した。『Merkin Ball』に収録された曲「Long Road」（『Merkin Ball』より）は、1995年にリゲットの死を偲んで書かれたものである。
ヴェダーは、ザ・フーのギタリストのピート・タウンゼントやサウンドガーデン・オーディオスレイヴのフロントマンであるクリス・コーネルと友人である。タウンゼントはヴェターが1993年に引退することを思いとどませた。2007年の後半には、ヴェターはタウンゼントの自叙伝『Who Are You: The Life of Pete Townshend』に前書きを書いた。本は2008年3月にイギリスで、2008年10月にアメリカ合衆国で発売された。また、ヴェターはラモーンズのギタリストであるジョニー・ラモーンと親友で、ラモーンが死んだときヴェターは付き添っていた。ラモーンの死以降、ヴェダーとパール・ジャムはラモーンズの「I Believe in Miracles」を頻繁にライヴで演奏するようになった。ラモーンの葬式からの帰る間に、ヴェダーは『パール・ジャム』に収録された曲「Life Wasted」の詞を書いた。ヴェダーは有名なサーファーであるケリー・スレーターやレイアード・ハミルトン、ミュージシャンのジャック・ジョンソンやベン・ハーパーとも友人である。2006年のドキュメンタリー・シリーズ『Iconoclasts』でのレイアード・ハミルトンのエピソードで取り上げられた。1995年3月25日、ニュージーランドでティム・フィンとサーフィンをしているとき、ヴェダーは250フィート (76 m)沖合で流されて救助員に救出されたことがあった。2005年にはモロカイ島からオアフ島までアウトリガーカヌーをパドルで漕いで、海上で迷ったことがある。
ヴェダーはシカゴ・ブルズ、シカゴ・ベアーズのファンで、かつ長い間シカゴ・カブスの熱狂的なファンである。ヴェダーはシアトルに住んでいる間にシアトル・スーパーソニックスのファンになり、キーアリーナに何度も訪れている。ヴェダーは元シカゴ・ホワイトソックスの投手ジャック・マクダウエルや、元ブルズのデニス・ロッドマン、シカゴ・ブラックホークスにいたクリス・チェリオス、カブスの投手のケリー・ウッドなど、多くのシカゴのスポーツ選手と友人関係である。ヴェダーはステージ上でよくウォルター・ペイトンのジャージを着ている。1992年にサタデー・ナイト・ライブとMTVアンプラグドに出演した際には、マクダウエルから貰ったホワイトソックスの帽子をかぶっていた。1993年11月、ヴェダーとマクダウェルはニューオリンズのバーでおこった暴力事件に関与したとして逮捕された。パール・ジャムの曲「Black, Red, Yellow」（シングル「Hail, Hail」に収録）はロッドマン、マイケル・ジョーダン、フィル・ジャクソン時代のブルズについての歌である。曲の途中に、ヴェダーにコールバックを求めるロッドマンのメッセージが登場する。ヴェダーはシカゴで行われた1998年のNBAファイナルの第3戦でゲーム開始前にアメリカ国歌を歌い、1998年以降カブスの5試合で「私を野球に連れてって」を歌った。2007年にはカブスの本拠地リグレー・フィールドで始球式をつとめた。元カブスの遊撃手、一塁手のアーニー・バンクスにリクエストされ、ヴェダーはカブスの応援歌「All the Way」をかいた。2008年9月18日にこの曲はパール・ジャムの公式ウェブサイトでダウンロード販売により購入可能となった。

## ディスコグラフィ

### アルバム
| 2007                         | 『イントゥ・ザ・ワイルド』 - 原題: Into the Wild - 発売日: 2007年9月18日 - レーベル: J - フォーマット: CD, LP         | 11 | 39 | 28 | 89 | 31 | 68 | 6 | 30 | 34 | 183 |
| 2011                         | 『ウクレレ・ソングス』 - 原題: Ukulele Songs - 発売日: 2011年5月31日 - レーベル: Monkey Wrench - フォーマット: CD, LP | 4  | 6  | 5  | 23 | 64 | 18 | 6 | 13 | 32 | 49  |
| "—" チャート圏外または未発売 | |    |    |    |    |    |    |   |    |    |     |

### シングル
| 年                           | シングル                            | チャート最高位 | チャート最高位 | チャート最高位 | チャート最高位 | 収録アルバム                                 |
| 年                           | シングル                            | US Adult       | US Alt.        | US Main.       | CAN            | 収録アルバム                                 |
| ---------------------------- | ----------------------------------- | -------------- | -------------- | -------------- | -------------- | -------------------------------------------- |
| 2001                         | "You've Got to Hide Your Love Away" | 28             | 30             | 40             | —              | 『アイ・アム・サム』サウンドトラック         |
| 2007                         | "Hard Sun"                          | —              | 13             | —              | 23             | 『イントゥ・ザ・ワイルド』サウンドトラック   |
| 2010                         | "Better Days"                       | —              | —              | —              | —              | 『食べて、祈って、恋をして』サウンドトラック |
| 2011                         | "Longing to Belong"                 | —              | —              | —              | —              | 『ウクレレ・ソングス』                       |
| 2011                         | "Can't Keep"                        | —              | —              | —              | —              | 『ウクレレ・ソングス』                       |
| 2011                         | "Without You"                       | —              | —              | —              | —              | 『ウクレレ・ソングス』                       |
| "—" チャート圏外または未発売 |                                     |                |                |                |                |                                              |

### テンプル・オブ・ザ・ドッグ
| 年   | タイトル              | レーベル | トラック                                                                                        |
| ---- | --------------------- | -------- | ----------------------------------------------------------------------------------------------- |
| 1991 | 『Temple of the Dog』 | A&M      | "Hunger Strike" / "Wooden Jesus" / "Pushin Forward Back" / "Your Saviour" / "Four Walled World" |

### ゲスト参加、コラボレーション
| 年   | グループ                                                  | タイトル                                                    | レーベル             | トラック |
| ---- | --------------------------------------------------------- | ----------------------------------------------------------- | -------------------- | --- |
| 1993 | エディ・ヴェダー & マイク・マクレディ with G・E・スミス   | 『30〜トリビュート・コンサート』                            | Sony                 | "Masters of War" (live) |
| 1993 | バッド・レリジョン                                        | 『Recipe for Hate』                                         | Epitaph/Atlantic     | "American Jesus" and Watch It Die                                                                                              |
| 1995 | マイク・ワット                                            | 『Ball-Hog or Tugboat?』                                    | Columbia             | "Big Train" / "Against the 70's"                                                                                               |
| 1995 | ニール・ヤング                                            | 『Mirror Ball』                                             | Reprise              | "Peace and Love" |
| 1996 | エディ・ヴェダー with ヌスラト・ファテー・アリー・ハーン  | 『デッドマン・ウォーキング』サウンドトラック                | Sony                 | "Face of Love" / "Long Road"                                                                                                   |
| 1996 | エディ・ヴェダー with ヌスラト・ファテー・アリー・ハーン  | 『デッドマン・ウォーキング』                                | Sony                 | "Face of Love" / "Long Road"                                                                                                   |
| 1996 | ファストバックス                                          | 『New Mansions in Sound』                                   | Sub Pop              | "Girl's Eyes" |
| 1996 | ゲイリー・ヘファーン                                      | 『Painful Days』                                            | Y-records            | "Passin' Thru'" |
| 1996 | クラウデッド・ハウス                                      | 『Recurring Dream』                                         | Capitol              | "Everything Is Good for You"                                                                                                   |
| 1997 | エディ・ヴェダー with ホバークラフト                      | 『Kerouac - kicks joy darkness』                            | Rykodisc             | "Hymn" |
| 1997 | エディ・ヴェダー & マイク・マクレディ                     | 『Tibetan Freedom Concert』                                 | Capitol              | "Yellow Ledbetter" (live) |
| 1997 | ラモーンズ                                                | 『We're Outta Here!』                                       | MCA                  | "Any Way You Want It" |
| 1999 | ピート・タウンゼント                                      | 『Pete Townshend Live: A Benefit for Maryville Academy』    | Intersound           | "Magic Bus" (live) / "Heart to Hang Onto" (live)                                                                               |
| 1999 | エディ・ヴェダー & スーザン・サランドン                   | 『クレイドル・ウィル・ロック』サウンドトラック              | RCA                  | "Croon Spoon" |
| 2000 | スーパーサッカーズ with エディ・ヴェダー                  | 『Free the West Memphis 3』                                 | Koch                 | "Poor Girl" |
| 2001 | ウェルウオーター・コンスピラシー                          | 『The Scroll and Its Combinations』                         | TVT                  | "Felicity's Surprise" |
| 2001 | エディ・ヴェダー & マイク・マクレディ with ニール・ヤング | 『America: A Tribute to Heroes』                            | Interscope           | "Long Road" (live) |
| 2002 | エディ・ヴェダー                                          | 『アイ・アム・サム』サウンドトラック                        | V2 Ada               | "You've Got to Hide Your Love Away"                                                                                            |
| 2002 | ニール・フィン                                            | 『7 Worlds Collide』                                        | Nettwerk             | "Take a Walk" (live) / "Stuff and Nonsense" (live) / "I See Red" (live) / "Parting Ways" (live)                                |
| 2003 | エディ・ヴェダー & ジーク                                 | 『We're a Happy Family - A Tribute to Ramones』             | Columbia             | "I Believe in Miracles" / "Daytime Dilemma (Dangers of Love)"                                                                  |
| 2003 | キャット・パワー                                          | 『You Are Free』                                            | Matador              | "Good Woman" / "Evolution" |
| 2003 | ザ・フー                                                  | 『The Who Live at the Royal Albert Hall』                   | Steamhammer US       | "I'm One" (live) / "Gettin' in Tune" (live) / "Let's See Action" (live) / "See Me, Feel Me" (live) (with ブライアン・アダムス) |
| 2004 | ピート・タウンゼント                                      | 『Magic Bus - Live from Chicago』                           | Compendia            | "Magic Bus" (live) / "Heart to Hang Onto" (live)                                                                               |
| 2004 | ジャック・アイアンズ                                      | 『Attention Dimension』                                     | Breaching Whale      | "Shine On You Crazy Diamond"                                                                                                   |
| 2004 | レッド・ホワイト with エディ・ヴェダー                    | 『The 5th Symphony Document: Soundtrack』                   | Folklore             | "Lucky Country" |
| 2005 | エディ・ヴェダー & ウォルマー高校合唱団                   | The Molo Sessions                                           | Ten Club             | "Long Road" / "Love Boat Captain" / "Better Man"                                                                               |
| 2006 | エディ・ヴェダー                                          | 『デッドマン・ウォーキング』サウンドトラック                | Sony                 | "Face of Love" (with ヌスラト・ファテー・アリー・ハーン) / "Long Road" (with ヌスラト・ファテー・アリー・ハーン) / "Dead Man"  |
| 2006 | エディ・ヴェダー                                          | 『A Brokedown Melody: Music from and Inspired By the Film』 | Brushfire            | "Goodbye" |
| 2006 | エディ・ヴェダー with ザ・ストロークス & ジョシュ・オム   | 「You Only Live Once」シングル                              | RCA                  | "Mercy Mercy Me (The Ecology)"                                                                                                 |
| 2007 | エディ・ヴェダー & ザ・ミリオン・ダラー・バッシャーズ     | 『アイム・ノット・ゼア』サウンドトラック                    | Columbia             | "All Along the Watchtower" |
| 2007 | クラウデッド・ハウス                                      | 『Seattle, WA 09/01/2007』                                  | Kufala               | "World Where You Live" / "Something So Strong"                                                                                 |
| 2008 | エディ・ヴェダー with ベン・ハーパー                      | 『Body of War: Songs that Inspired an Iraq War Veteran』    | Sire                 | "No More" (live) |
| 2008 | ジョン・ドウ                                              | 『The Golden State』                                        | Independent          | "The Golden State Remix" (with Corin Tucker)                                                                                   |
| 2008 | クラウデッド・ハウス                                      | 『Surf Aid - The Music』                                    | Loop                 | "World Where You Live" |
| 2010 | エディ・ヴェダー                                          | 『食べて、祈って、恋をして』サウンドトラック                | Monkeywrench Records | "The Long Road" (with ヌスラト・ファテー・アリー・ハーン) / "Better Days"                                                      |
| 2011 | R.E.M.                                                    | 『Collapse Into Now』                                       | Warner Bros.         | "It Happened Today" |
| 2012 | ジミー・ファロン                                          | 『Blow Your Pants Off』                                     | Warner Bros.         | "Balls In Your Mouth" |

## フィルモグラフィ

### テレビ
パフォーマー、俳優
| 年   | タイトル                                                            | 役             | 備考 | 放送日         |
| ---- | ------------------------------------------------------------------- | -------------- | --- | -------------- |
| 1992 | The Late Show                                                       | パフォーマー*  | song: "Alive" (シーズン4、エピソード2) | 1992年2月4日   |
| 1992 | 『サタデー・ナイト・ライブ』                                        | パフォーマー*  | songs: "Alive" / "Porch" ("シャロン・ストーン/パール・ジャム"; シーズン17、エピソード17) | 1992年4月11日  |
| 1992 | 『MTVアンプラグド』                                                 | パフォーマー*  | (シーズン3、エピソード4) | 1992年5月13日  |
| 1992 | 『MTV Video Music Awards』                                          | パフォーマー*  | song: "Jeremy" | 1992年9月9日   |
| 1993 | 『MTV Video Music Awards』                                          | パフォーマー** | songs: "Animal" / "Rockin' in the Free World" with ニール・ヤング | 1993年9月2日   |
| 1993 | 『30〜トリビュート・コンサート』                                    | パフォーマー   | songs: "Masters of War" with マイク・マクレディ / "Knockin' on Heaven's Door" with entire ensemble | 1993年10月16日 |
| 1994 | 『24 Hours in Rock and Roll』                                       | 本人           | MTV ロックンローラーのある日についてのドキュメンタリー番組 | 1994年3月13日  |
| 1994 | 『Headbangers Ball』                                                | 本人           | カート・コバーン追悼特別番組 (シーズン8、エピソード3) | 1994年4月      |
| 1994 | 『サタデー・ナイト・ライブ』                                        | パフォーマー*  | songs: "Not for You" / "Rearviewmirror" / "Daughter" ("エミリオ・エステベス/パール・ジャム"; シーズン19、エピソード18) | 1994年4月16日  |
| 1996 | 『レイト・ショー・ウィズ・デイヴィッド・レターマン』                | パフォーマー   | song: chorus to "Black" with ポール・シェイファー & CBSオーケストラ | 1996年2月27日  |
| 1996 | 『第38回グラミー賞』                                                | 本人           | パール・ジャムが "Spin the Black Circle" で最優秀ハードロック・パフォーマンス賞を獲得 ^ | 1996年2月28日  |
| 1996 | 『Late Night with David Letterman』                                 | パフォーマー*  | songs: "Hail, Hail" / "Leaving Here" | 1996年9月20日  |
| 1998 | 『Late Night with David Letterman』                                 | パフォーマー*  | song: "Wishlist" | 1998年5月1日   |
| 1998 | 『Late Night with David Letterman』                                 | 本人           | Behind the Music ポール・シェイファーのパロディ | 1998年5月21日  |
| 1999 | 『Late Night with David Letterman』                                 | パフォーマー   | songs: "Heart to Hang Onto" / "Magic Bus" with ピート・タウンゼント | 1999年7月28日  |
| 2000 | 『Late Night with David Letterman』                                 | パフォーマー*  | song: "Grievance" | 2000年4月12日  |
| 2001 | 『America: A Tribute to Heroes』                                    | パフォーマー   | songs: "Long Road" with マイク・マクレディ & ニール・ヤング & "America the Beautiful" with ウィリー・ネルソン, et al. (911テロ救済チャリティ・コンサート)                                                                                             | 2001年9月21日  |
| 2002 | 『Late Show with David Letterman』                                  | パフォーマー*  | song: "I Am Mine" | 2002年11月14日 |
| 2002 | 『Late Show with David Letterman』                                  | パフォーマー*  | song: "Save You" | 2002年11月15日 |
| 2004 | 『Late Show with David Letterman』                                  | パフォーマー*  | song: "Masters of War" | 2004年9月30日  |
| 2004 | 『National Anthem: Inside the Vote for Change Concert Tour』        | パフォーマー*  | Vote for Change の最終コンサートとツアーのドキュメンタリー | 2004年10月11日 |
| 2006 | 『サタデー・ナイト・ライブ』                                        | パフォーマー*  | song: "World Wide Suicide" / "Severed Hand" ("リンジー・ローハン/パール・ジャム"; シーズン31、エピソード16) | 2006年4月15日  |
| 2006 | 『Late Show with David Letterman』                                  | パフォーマー*  | song: "Life Wasted" | 2006年5月4日   |
| 2006 | 『Later with Jools Holland』                                        | パフォーマー*  | songs: "Severed Hand" / "World Wide Suicide" & "Alive" (シーズン27、エピソード1) | 2006年5月5日   |
| 2006 | 『VH1 Storytellers: Pearl Jam』                                     | パフォーマー*  | (シーズン9、エピソード1) | 2006年7月1日   |
| 2006 | 『Iconoclasts』                                                     | 本人           | "エディ・ヴェダー & レイアード・ハミルトン" (シーズン2、エピソード1) | 2006年10月26日 |
| 2008 | 『VH1 Rock Honors: The Who』                                        | パフォーマー*  | songs: "Love, Reign o'er Me" / "The Real Me" | 2008年7月17日  |
| 2009 | 『Pearl Jam: Ten Revisited』                                        | 本人           | パール・ジャムのデビュー・アルバム『ten』のドキュメンタリー | 2009年3月22日  |
| 2009 | 『The Kennedy Center Honors: A Celebration of the Performing Arts』 | パフォーマー   | song: "My City of Ruins" with ゴスペル・クワイア | 2009年12月29日 |
| 2010 | 『サタデー・ナイト・ライブ』                                        | パフォーマー*  | songs: "Just Breathe" / "Unthought Known" ("ジュード・ロウ/パール・ジャム"; シーズン35、エピソード17) | 2010年3月13日  |
| 2011 | 『True Crime with Aphrodite Jones』                                 | 本人           | "ウェスト・メンフィス3" (シーズン2、エピソード6) | 2011年5月5日   |
| 2011 | 『Late Show with David Letterman』                                  | パフォーマー   | song: "Without You" | 2011年6月20日  |
| 2011 | 『Late Night with Jimmy Fallon』                                    | パフォーマー   | song: "Balls in Your Mouth" with ジミー・ファロン & ザ・ルーツ | 2011年9月8日   |
| 2012 | 『Portlandia』                                                      | 本人           | "One Moore Episode" (シーズン2、エピソード2) | 2012年1月13日  |
| 2012 | 『Change Begins Within』                                            | パフォーマー   | songs: "Rise" (solo), "Under Pressure" with ベン・ハーパー&リレントレス7 / "It Don't Come Easy", "Boys" with ベン・ハーパー&リレントレス7 & リンゴ・スター / "Yellow Submarine" with ベン・ハーパー&リレントレス7 & リンゴ・スター & シェリル・クロウ | 2012年4月29日  |

### 映画
パフォーマー、俳優
| 年   | タイトル                                                        | 役                                                 | 備考 |
| ---- | --------------------------------------------------------------- | -------------------------------------------------- | --- |
| 1992 | 『シングルス』                                                  | 本人 - シティズン・ディックのドラマー (uncredited) | 俳優デビュー |
| 1996 | 『Hype!』                                                       | 本人                                               | グランジ・ムーブメントのドキュメンタリー |
| 1997 | 『We're Outta Here!』                                           | パフォーマー                                       | song: "Any Way You Want It" with the ラモーンズ （ラモーンズのドキュメンタリー、コンセプト映画） |
| 1998 | 『Not in Our Name: Dead Man Walking - The Concert』             | パフォーマー                                       | songs: "Face of Love" / "Long Road" with ヌスラト・ファテー・アリー・ハーン （ウエスト・メンフィス3の支援コンサート映像） |
| 1998 | 『Pearl Jam: Single Video Theory』                              | 本人                                               | パール・ジャムのアルバム『イールド』制作のドキュメンタリー |
| 2000 | 『The Who & Special Guests: Live at the Royal Albert Hall』     | パフォーマー                                       | songs: "I'm One" & "Let's See Action" with ザ・フー ^^, "See Me, Feel Me"/"Listening to You" with ブライアン・アダムス & ザ・フー （ロイヤル・アルバート・ホールで行われたザ・フーとゲスト・ミュージシャンのコンサート映像） |
| 2001 | 『7 Worlds Collide: Neil Finn & Friends Live at the St. James』 | パフォーマー                                       | songs: "Take a Walk", "Stuff and Nonsense", "I See Red" & "Parting Ways" with 7ワールド・コライド （オークランド (ニュージーランド)の7ワールド・コライドのコンサート映像）                                                   |
| 2001 | 『Pearl Jam: Touring Band 2000』                                | パフォーマー*                                      | パール・ジャムのバイノーラル・ツアーのコンサート映像 |
| 2001 | 『Last Party 2000』                                             | 本人                                               | 2000年の大統領選挙の最後の6ヶ月についてのドキュメンタリー |
| 2003 | 『End of the Century: The Story of the Ramones』                | 本人                                               | ラモーンズのドキュメンタリー |
| 2003 | 『Brian Wilson: On Tour』                                       | パフォーマー                                       | ブライアン・ウィルソンとゲストのコンサート映像 |
| 2003 | 『Pearl Jam: Live at the Showbox』                              | パフォーマー*                                      | パール・ジャムのショーボックス劇場でのコンサート映像 |
| 2003 | 『Pearl Jam: Live at the Garden』                               | パフォーマー*                                      | パール・ジャムのマディソン・スクエア・ガーデンでのコンサート映像 |
| 2004 | 『Ramones: Raw』                                                | 本人 (deleted scenes)                              | ラモーンズのドキュメンタリー |
| 2006 | 『Too Tough to Die: A Tribute to Johnny Ramone』                | パフォーマー                                       | songs: "I Believe in Miracles" & "Sheena Is a Punk Rocker" （ジョニー・ラモーンのトリビュート・コンサート映像） |
| 2007 | 『Amazing Journey: The Story of The Who』                       | 本人                                               | ザ・フーのドキュメンタリー |
| 2007 | 『Pearl Jam: Immagine in Cornice - Live in Italy 2006』         | パフォーマー*                                      | パール・ジャムの2006年ワールド・ツアーのイタリアでのコンサート映像 |
| 2007 | 『Slacker Uprising』                                            | 本人                                               | マイケル・ムーアが60の大学に行った映像 |
| 2007 | 『ウォーク・ハード ロックへの階段』                             | 本人                                               | |
| 2008 | 『Song Sung Blue』                                              | 本人                                               | ニール・ダイアモンドとパッツィ・クラインのものまねタレントのドキュメンタリー |
| 2008 | 『Into the Wild: The Experience』                               | 本人                                               | 『イントゥ・ザ・ワイルド』メイキング短編映像 |
| 2008 | 『Into the Wild: The Story, the Characters』                    | 本人                                               | 『イントゥ・ザ・ワイルド』メイキング短編映像 |
| 2009 | 『Kôkua 2008: 5 Years of Change』                               | パフォーマー                                       | song: "Constellations" with ジャック・ジョンソン & カウィカ・カヒアポ |
| 2009 | 『Rock and Roll Hall of Fame Live: Whole Lotta Shakin'』        | 本人                                               | ロックの殿堂でのスピーチ、パフォーマンス、舞台裏映像集 |
| 2009 | 『Rock and Roll Hall of Fame Live: Come Together』              | 本人                                               | ロックの殿堂でのスピーチ、パフォーマンス、舞台裏映像集 |
| 2009 | 『The People Speak』                                            | パフォーマー                                       | song: "Masters of War" （戦争、人種、女性の権利についてのアメリカの闘いのドキュメンタリー） |
| 2011 | 『Conan O'Brien Can't Stop』                                    | 本人                                               | コナン・オブライエンのコメディ・ツアーの舞台裏のドキュメンタリー |
| 2011 | 『Water on the Road』                                           | パフォーマー                                       | ヴェダーのウクレレ・ソングス・ツアーのコンサート映像 |
| 2011 | 『Off the Boulevard』                                           | 本人                                               | 7組のアーティストのツアーのドキュメンタリー |
| 2011 | 『PJ20 パール・ジャム トゥウェンティ』                          | 本人/パフォーマー*                                 | パール・ジャム結成20年のドキュメンタリー |
| 2011 | 『Paradise Lost 3: Purgatory』                                  | 本人                                               | ウエスト・メンフィス3のドキュメンタリー |

- *パール・ジャムとパフォーマンスしたことを示す
- **備考: "Animal"（パール・ジャムとパフォーマンス） / "Rockin' in the Free World" （ニール・ヤングとパール・ジャムとパフォーマンス）
- ^備考: エディが受賞演説で「この賞が何を意味しているかわからないし、意味があるとも思わない」と述べた。
- ^^備考: ヴェダーも "Mary Anne with the Shaky Hand"と"Getting in Tune"をザ・フーと演奏したが、DVDには収録されなかった。

## 受賞とノミネート
| 賞                                     | 年   | 対象                                                                  | 部門                                             | 結果       |
| -------------------------------------- | ---- | --------------------------------------------------------------------- | ------------------------------------------------ | ---------- |
| サテライト賞                           | 2007 | 「Rise」（『イントゥ・ザ・ワイルド』より）                            | 最優秀主題歌賞                                   | ノミネート |
| SIMA Waterman's Honorees               | 2007 | エディ・ヴェダー                                                      | 年間エンバイロンメンタリスト                     | 受賞       |
| mtvU ウーディ・アウォーズ              | 2008 | エディ・ヴェダー                                                      | The Good Woodie                                  | ノミネート |
| ワールド・サウンドトラック・アカデミー | 2008 | 「Guaranteed」（『イントゥ・ザ・ワイルド』より）                      | 最優秀主題歌賞                                   | ノミネート |
| ブロードキャスト映画批評家協会賞       | 2008 | 「Guaranteed」（『イントゥ・ザ・ワイルド』より）                      | 最優秀楽曲賞                                     | ノミネート |
| ゴールデングローブ賞                   | 2008 | 「Guaranteed」（『イントゥ・ザ・ワイルド』より）                      | 最優秀主題歌賞                                   | 受賞       |
| ゴールデングローブ賞                   | 2008 | 『イントゥ・ザ・ワイルド』 (with マイケル・ブルック & カーキ・キング) | 最優秀作曲賞                                     | ノミネート |
| オンライン映画批評家協会賞             | 2008 | 『イントゥ・ザ・ワイルド』 (with マイケル・ブルック & カーキ・キング) | 最優秀作曲賞                                     | ノミネート |
| グラミー賞                             | 2008 | 「Guaranteed」（『イントゥ・ザ・ワイルド』より）                      | 最優秀映画・テレビ他映像作品楽曲賞               | ノミネート |
| グラミー賞                             | 2009 | 「Rise」                                                              | 最優秀ロック・ボーカル・パフォーマンス賞ソロ部門 | ノミネート |